# Selección masculina de rugby 7 de México
La selección masculina de rugby 7 de México es el equipo nacional de la modalidad de rugby 7 (7 jugadores).

## Participación en copas
| - no ha clasificado - no ha clasificado - Serie Mundial 20-21: 12º puesto (2 pts) - Challenger Series 2020: 14° puesto - Seven de Hong Kong 2011: Cuartos de final Shield - Seven de Hong Kong 2013: Fase de grupos - Seven de Hong Kong 2015: Fase de grupos - Seven de Hong Kong 2016: Fase de grupos - Seven de Mónaco 2016: Fase de grupos - Clasificatorio a Tokio 2020: Fase de grupos | - Guadalajara 2011: 6º puesto - Toronto 2015: 8º puesto - Lima 2019: No clasificó - Santiago 2023: 8° puesto - Mayagüez 2010: 3º puesto - Veracruz 2014: 2º puesto - Barranquilla 2018: 2º puesto - San Salvador 2023: 3º puesto |